# Anancylus vivesi
Anancylus vivesi là một loài bọ cánh cứng trong họ Cerambycidae.